# McKee (Kentucky)
McKee is een plaats (city) in de Amerikaanse staat Kentucky, en valt bestuurlijk gezien onder Jackson County.

## Demografie
Bij de volkstelling in 2000 werd het aantal inwoners vastgesteld op 878.
In 2006 is het aantal inwoners door het United States Census Bureau geschat op 867, een daling van 11 (-1,3%).

## Geografie
Volgens het United States Census Bureau beslaat de plaats een oppervlakte van
5,9 km², geheel bestaande uit land. McKee ligt op ongeveer 389 m boven zeeniveau.

## Plaatsen in de nabije omgeving
De onderstaande figuur toont nabijgelegen plaatsen in een straal van 32 km rond McKee.